# Katrin Hattenhauer
Katrin Hattenhauer (* 10. November 1968 in Nordhausen) ist eine deutsche Malerin, Künstlerin, Forscherin und Bürgerrechtlerin. Sie gehörte Ende der 1980er Jahre der DDR-Opposition an und demonstrierte am 4. September 1989 in Leipzig „Für ein offenes Land mit freien Menschen“.

## Leben und Wirken
Katrin Hattenhauer durfte kein Abitur ablegen und war nach ihrer Schulzeit in Nordhausen am dortigen Theater als Puppenspielerin tätig. Sie arbeitete dann im kirchlichen Forschungsheim Wittenberg und absolvierte ein Praktikum in der Zionsgemeinde Dresden. 1988 begann sie ein Studium am Theologischen Seminar in Leipzig, musste es jedoch nach einem halben Jahr auf staatlichen Druck hin beenden, weil sie zunehmend politisch aktiv geworden war – z. B. hatte sie im Januar 1989 Flugblätter für eine Demonstration verteilt. Sie engagierte sich im Arbeitskreis Gerechtigkeit, einer Leipziger unabhängigen Oppositionsgruppe im Netzwerk der Initiative Frieden und Menschenrechte, und beteiligte sich aktiv an den montäglichen Friedensgebeten in der Nikolaikirche, die von Pfarrer Christoph Wonneberger koordiniert wurden.
Neben dem damaligen Liedermacher und heutigen Rechtsanwalt Jochen Läßig, der sein Theologiestudium ebenfalls aus politischen Gründen hatte abbrechen müssen, organisierte maßgeblich sie das staatlicherseits nicht genehmigte 1. Straßenmusikfestival am 10. Juni 1989, bei dem sie und zahlreiche Mitwirkende, Besucher und Passanten verhaftet wurden.
Der Staatssicherheitsdienst führte gegen Katrin Hattenhauer die Operative Personenkontrolle (OPK) „Meise“. Häufige Stasi-Verhöre und ein fast lückenloses Erwerbstätigkeitsverbot hielten die 20-Jährige nicht davon ab, zunächst mit einem Hungerstreik in der Thomaskirche für politische Veränderungen in der DDR einzutreten. In einer Erklärung der Fastenaktion im August 1989 kritisierte sie unverklausuliert die in der DDR-Verfassung verankerte Führungsrolle der SED und rief unter Bezug auf Václav Havel die „Leibeigenen“ im „System der Bevormundung“ zur „Abkehr von der Resignation in unserer Gesellschaft“ auf: „Wir beten um Weisheit und Mut, damit wieder Heimat werde, was vielen nur noch Enge und Gefängnis ist.“
Am 4. September 1989, einem Messemontag, an dem bundesdeutsche Journalisten aus Leipzig berichten durften, initiierte sie gemeinsam mit Gesine Oltmanns und anderen Oppositionellen im Anschluss an das Friedensgebet eine Demonstration vor der Nikolaikirche. Die beiden Frauen hatten vier Transparente vorbereitet, diese – unterstützt durch Frank Sellentin und Uwe Schwabe – an ihren Verfolgern von der Staatssicherheit vorbei in die Kirche geschmuggelt und die richtungsweisende Losung „Für ein offenes Land mit freien Menschen“ gezeigt. Ihnen angeschlossen hatten sich etwa 50 Basisgruppenaktivisten sowie ca. 250 Ausreisewillige, auf deren Ruf „Wir wollen raus!“ hin andere Demonstranten „Wir bleiben hier!“ skandierten. Stasi-Kommandos rissen die Transparente herunter, verhafteten aber angesichts laufender West-Kameras diesmal niemanden.
Am folgenden Montag, dem 11. September 1989 wurde Katrin Hattenhauer neben anderen Demonstranten auf dem Nikolaikirchhof gezielt verhaftet und bis zum 13. Oktober 1989 in der Stasi-Untersuchungshaftanstalt in der Leipziger Beethovenstraße gefangen gehalten. Jeden Montag war es in Leipzig zu immer größeren Demonstrationen und weiteren Verhaftungen gekommen. Regelmäßige Fürbittgottesdienste und Mahnwachen in verschiedenen Städten der DDR für die Freilassung der zu Unrecht Inhaftierten folgten. Damit entstanden wie in der Berliner Gethsemanekirche Kristallisationspunkte für Proteste, die die demokratische Revolution beschleunigten. Katrin Hattenhauer war durch ihr Engagement den oppositionellen und kirchlichen Gruppen in der DDR bekannt, so hatte sie sich an der Ökumenischen Versammlung (Arbeitsgruppe Osteuropa) sowie an überregionalen Ökologie-Seminaren beteiligt und verfügte über Kontakte zur Umwelt-Bibliothek in Ost-Berlin.
1991 baute sie das Archiv Bürgerbewegung Leipzig mit auf. Am 9. Oktober 2009 eröffnete sie u. a. mit dem Bürgerrechtler Jochen Läßig das Lichtfest zur Erinnerung an den Tag der Entscheidung von 1989. Am 9. November 2009 war sie mit dem Bürgerrechtler Roland Jahn Rednerin beim „Fest der Freiheit“ am Brandenburger Tor. Ihre Botschaft an die vielen jungen Leute lautete: Nehmt euch die Freiheit, lebt eure Träume. In einer 2009 erstellten Wanderausstellung Revolution ist weiblich des Archivs Bürgerbewegung Leipzig e. V. wird ihr Engagement und das anderer Frauen während der Friedlichen Revolution gewürdigt.
Katrin Hattenhauer wurde 2015 mit dem Bundesverdienstkreuz 1. Klasse ausgezeichnet.
2015 ging Katrin Hattenhauer nach Oxford, Großbritannien um in Oxford Brookes University einen Master in Social Sculpture bei der Joseph Beuys Schülerin Shelley Sacks abzulegen. 2017 begann Katrin Hattenhauer in Oxford das Forschungsprojekt Voices of Courage zur Frage was Menschen befähigt mutig zu handeln. Für diese Forschungsarbeit sprach sie mit vielen Menschenrechtsaktivisten aus der ganzen Welt, u. a. mit Joshua Wong (Hong Kong), Svetlana Gannushkina (Russland) oder Min Ko Naing (Myanmar). 2023 promovierte Katrin Hattenhauer mit dieser Arbeit bei Daniela Treveri Gennari und  Ray Lee in Oxford (Oxford Brookes University).

## Künstlerisches Wirken

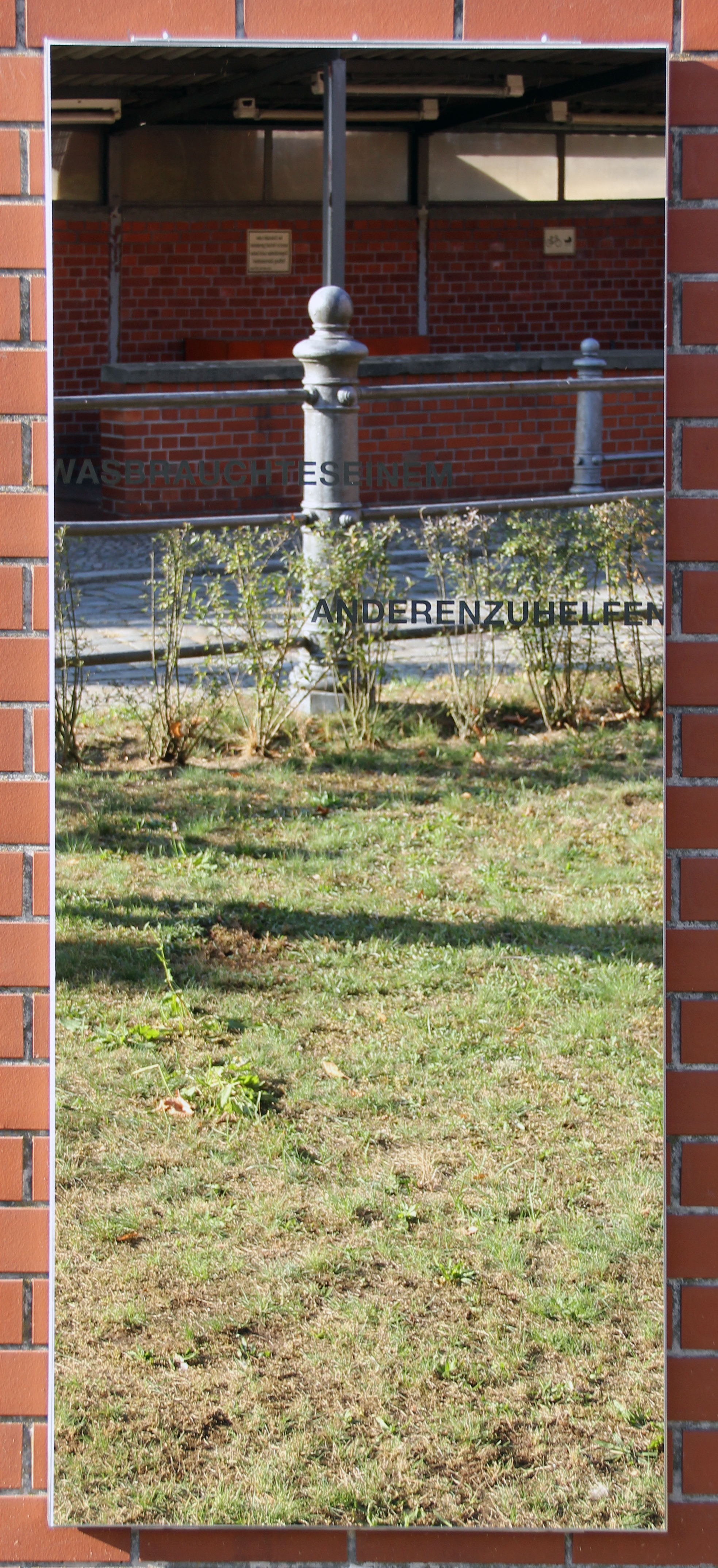
Skulptur an der JVA Tegel

Dem Thema „Freiheit“ widmet Katrin Hattenhauer sich auch in ihrem künstlerischen Werk. Die Kirchentags-Generalsekretärin Ellen Ueberschär ordnet ihr Wirken so ein: „Hattenhauers Kunst ist nicht DDR-Kunst, ist nicht Kunst in der DDR, sie ist eine Antwort auf die DDR, sie ist das DENNOCH einer Kunst, die JA zur Freiheit sagt.“ Ihre erste Ausstellung „Magisches Theater“ eröffnete sie am 9. Dezember 1989 im Treppenhaus vor ihrer Wohnung in der Meißner Straße im Leipziger Osten. Seitdem komponiert sie Farbbilder aus Acryl, Jute, Sperrholz, Strick und Fundstücken. Freya von Moltke schrieb über sie: „In der Zeit vor und in der Wende in Leipzig 1989 hat Katrin Hattenhauer gewagt, Freiheit einzufordern und erfahren, was das für den eigenen Lebensweg bedeuten kann. Aus der Kraft dieser Erfahrung strahlen ihre farbenfrohen Bilder großen Lebensmut und Freude aus.“ Hervorzuheben sind kontinuierlich fortgeführte Projekte mit Jugendlichen zur Rezeption der Friedlichen Revolution, u. a. in Zusammenhang mit ihrer Ausstellung „Freiheit wagen“ in Krzyżowa/Kreisau zusammen mit der Stiftung und der Gedenkstätte Kreisau, 2002. Katrin Hattenhauer lebt mit ihrer Familie in Oxford (Großbritannien) Berlin und Pella (Italien).
Zusammen mit Inhaftierten der JVA Tegel schuf sie eine Skulptur, die an den früheren Gefängnisseelsorger Harald Poelchau erinnern soll.

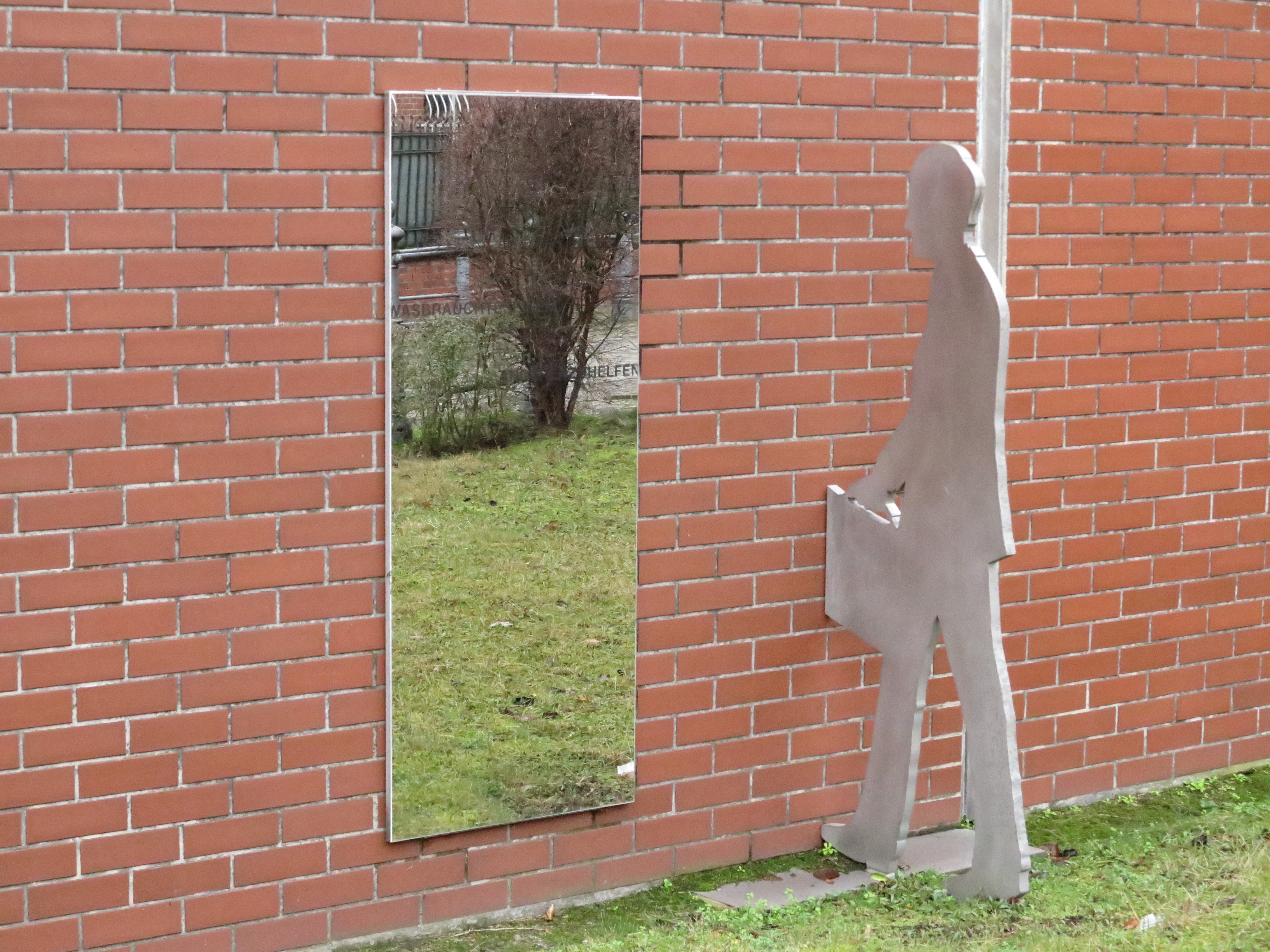
Denkmal für den Gefängnisseelsorger Harald Poelchau am Gefängnis Berlin-Tegel

## Ausstellungen und Projekte (Auswahl)
- 1999: Ausstellung „Rückkehr in die Freiheit“ im Rahmen von „Leipzig erinnert an den Herbst 89“, Nikolaikirche, Leipzig.
- 2000: Liebespaarprojekt und Ausstellung, Gotha.
- 2000: Projekt „Kunst und Kinder“ zusammen mit der Bürgerstiftung Herten.
- 2002: Licht-Raum-Projekt „Drachenflug“, Marktkirche, Goslar.
- 2002: Ausstellung „Freiheit wagen“ zusammen mit der Stiftung und der Gedenkstätte Kreisau, Krzyżowa/Kreisau.
- 2003: Kunstworkshops mit Jugendlichen aus Litauen, Polen und Deutschland, gemeinsam mit der Flickstiftung.
- 2005: Ausstellung „Inno alla Libertà“ in Zusammenarbeit mit dem Istituto di Cultura Germanica, der Stadt Leipzig, der Stadt Bologna und der Associazione Cultura e Arte del ’700, Villa Aldrovandi Mazzacorati, Bologna.
- 2006: Ausstellung, Workshop und Vortrag: I Diritti Civili nell’ex Germania dell’Est – „Inno alla Libertà“, Quartiere Savena, Bologna.
- 2009: „Paradies-Stücke“,[20] Zionskirche, Berlin.
- 2009: Ausstellung „Pezzi di Paradiso“, Chiesa Luterana, Florenz.
- 2009: Lichtraumprojekt und Ausstellung im Rahmen der Feierlichkeiten „20 Jahre Friedliche Revolution in Leipzig“, Nikolaikirche, Leipzig.
- 2010: Ausstellung in Houston, Texas.
- 2013: Soziale Plastik "Müllwiese", Fischmarkt, Hamburg
- 2015–2024: Soziale Plastik "DO I KNOW YOU" www.do-i-know-you.com, Oxford, Bologna, Leipzig, Weißenfels
- 2016: Soziale Plastik "Open Air Living Room", East Oxford Community Centre Cowley, Oxford
- 2017–2018: "Mut und Angst", Denkmal für den Widerstandskämpfer und Gefängnispfarrer Harald Poelchau, Auftrag durch die JVA Tegel, Berlin in Zusammenarbeit mit 12 Insassen der JVA Tegel Berlin
- 2018: "Artmanifest(o)s", Fringe Arts Bath, Bath
- 2018–2025: Soziale Plastik "VOICES OF COURAGE" www.voices-of-courage.com

## Kataloge
- Katrin Hattenhauer – „Freiheit wagen“. Ausstellungskatalog. Mit einem Grußwort von Freya von Moltke. Krzyżowa/Kreisau 2002.
- Katrin Hattenhauer – „Paradiesstücke“. Ausstellungskatalog. Mit Beiträgen von Matteo Deichmann, Joachim Daniel Jaeger, Eva-Maria Menard, Ellen Ueberschär, Kazimierz Wóycicki. Nordhausen 2009.